# Macewa

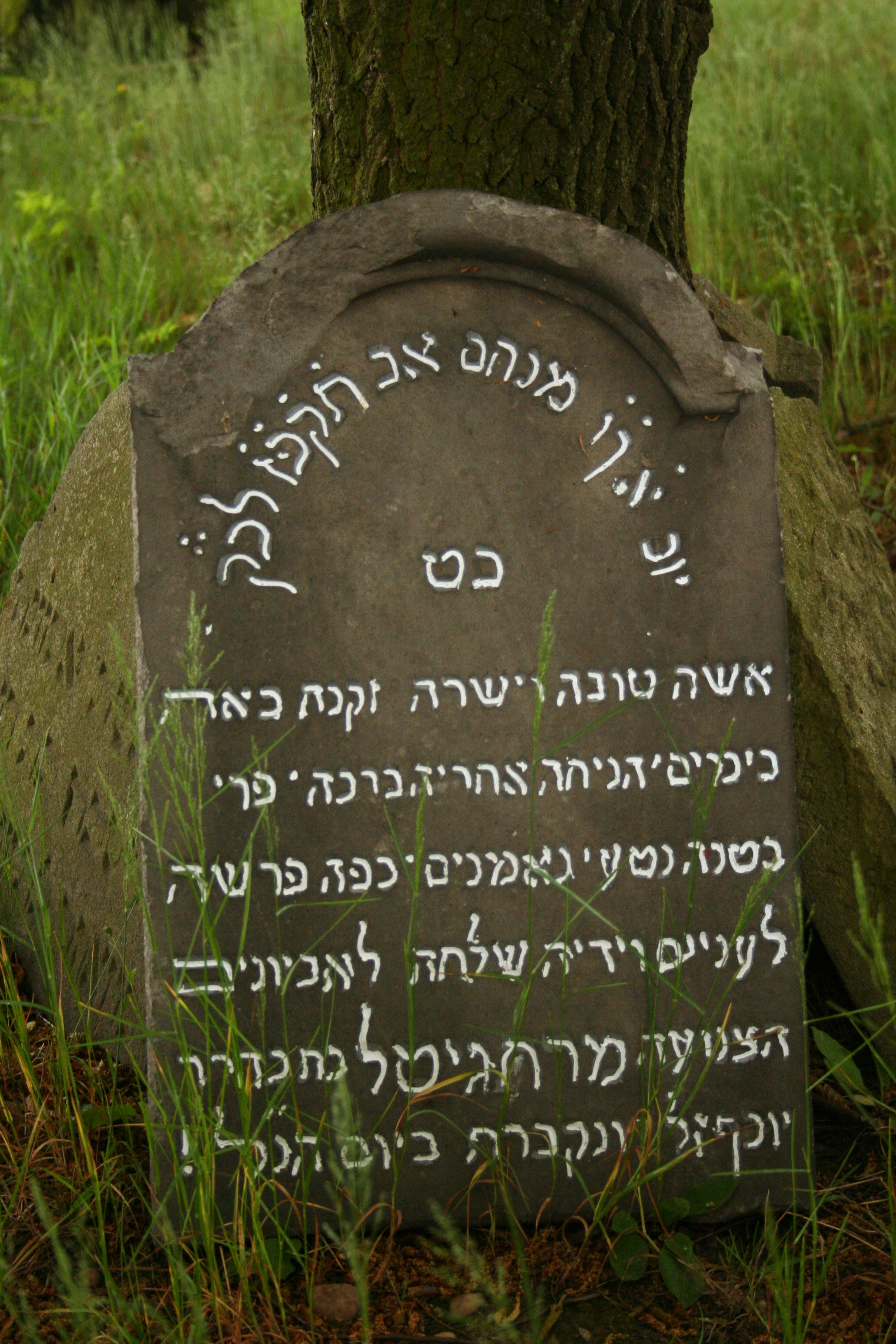
Macewa z Cieszowej

Macewa (hebr. ‏מַצֵּבָה‎ „nagrobek”) – żydowska stela nagrobna, najczęściej w formie pionowo ustawionej, prostokątnej płyty kamiennej lub drewnianej (od XIX w. także żeliwnej) zwieńczonej linią prostą, trójkątem, półkolem, dwoma odcinkami koła bądź linią łukowatą. Górną jej część może wypełniać płaskorzeźba, dolną zaś inskrypcja (epitafium).  

## Inskrypcje
Inskrypcje najczęściej wykonywano alfabetem hebrajskim, od XIX wieku pojawiały się także napisy alfabetem łacińskim (w przypadku Żydów ortodoksyjnych napisy alfabetem łacińskim umieszczano na tylnej stronie macewy), w tym w języku polskim. 
Najczęściej inskrypcja rozpoczyna się od dwóch liter: PN (w przypadku mężczyzn), będących skrótem od hebrajskiego wyrażenia „tu spoczywa” lub PT (w przypadku kobiet), będących skrótem od hebrajskiego wyrażenia „tu [została] ukryta”. Po nich może następować cytat z Biblii lub Talmudu. Następnie umieszcza się laudację – sentencję pochwalną zmarłego oraz można wymienić jego tytuły. Po niej wymienia się imię zmarłego wraz z imieniem jego ojca (w przypadku kobiet także imię męża), często wyróżnione graficznie (również mógł pojawić się zapis imienia w jidysz) i datę zgonu (czasem także pogrzebu; nie podawano daty urodzenia). Sekwencja kończąca inskrypcję to najczęściej akronim „TNCBH”, który jest aluzją to cytatu z 1 Księgi Samuela (1Sm 25, 29): niech dusza pana mojego będzie dobrze zamknięta w woreczku życia oraz słowa amen bądź sela. 

## Dekoracje rzeźbiarskie

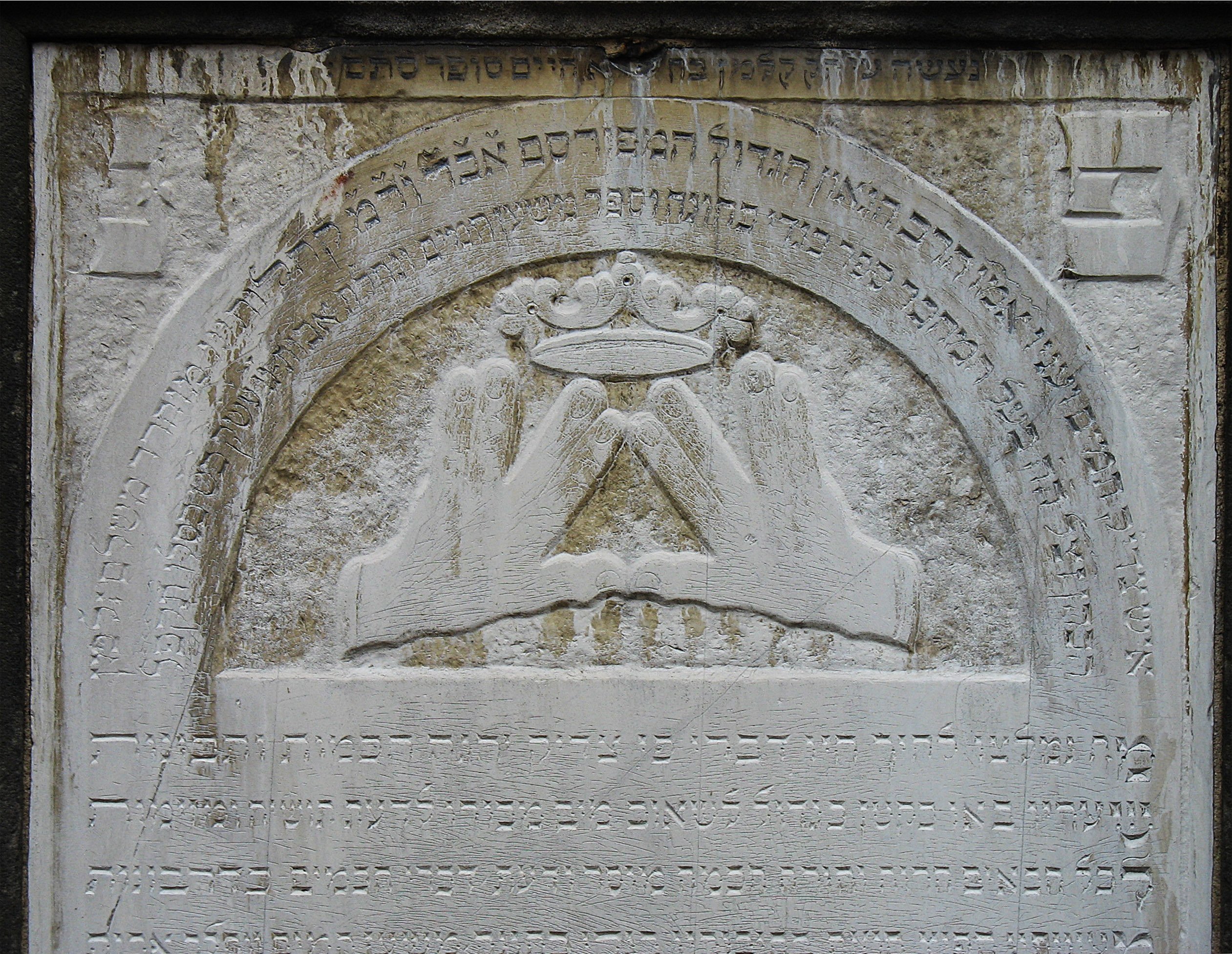
Gest błogosławieństwa na macewie rabina kohena

Macewy ustawiano wprost na ziemi bądź na cokole, mogły być one podparte od tyłu. 
Z biegiem czasu nadawano macewom coraz bardziej złożoną formę architektoniczną, z gzymsami, kolumnami, wnękami, zaś jej wysokość rosła, osiągając nieraz 4 metry. Stele bywały malowane na biało, czarno, czerwono, niebiesko. 
Płaskorzeźby na macewach mają znaczenie nie tylko dekoracyjne, lecz także symboliczne – ich elementy symbolizują cechy zmarłego, a także mogą stanowić alegorię jego imienia bądź odnosić się do jego rodu. Niektóre z motywów dekoracyjnych występujących na macewach przeznaczone są dla przedstawicieli tradycyjnych grup społeczności żydowskiej. 
Wybrane symbole umieszczane na macewach: 
- złożone w geście modlitwy dłonie – np. dla osoby pochodzącej z rodu kapłańskiego (kohena) bądź rabinów lub cadyków[1]
- misa z dzbanem – dla potomka lewitów[1]
- lew – dla potomków pokolenia Judy[1]
- jeleń – dla potomków pokolenia Naftalego[1]
- wilk – dla potomków pokolenia Beniamina[2]
- korona Tory podtrzymywana przez lwy – dla uczonego lub głowy rodziny
- tablice z przykazaniami – dla rabina lub nauczyciela[1]
- świecznik, menora[2] – dla kobiety[1]
- złamane drzewo, kwiaty, świece[6] – dla osoby nagle zmarłej[1] bądź jako ogólny symbol śmierci[2]
- palma daktylowa – pochwała sprawiedliwości zmarłego[1]
- wąż Eskulapa – dla lekarza[1][2]
- gęsie pióro – dla pisarza[1]
- skarbonka – symbol dobroczynności[2]
- regał z księgami[1] – symbol pobożności i biegłości w znajomości tekstów[1]
- zwoje Tory – dla rabina lub wybitnego uczonego[1]
- zwój – dla kopisty Tory[2]
- ręka trzymająca lancet – dla mohela[1]
- zwierzęta biblijne, np. lwy, jelenie[1]
- zwierzęta legendarne, np. potwory morskie, gryfy[1]

## Galeria

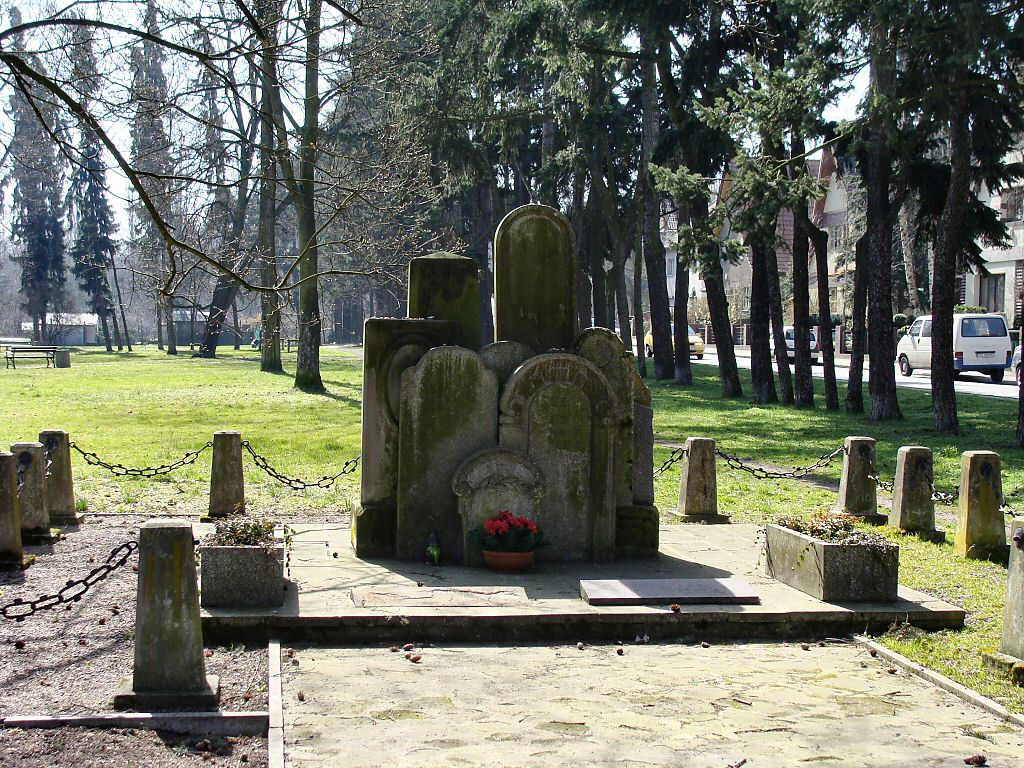
Macewy w lapidarium dawnego cmentarza żydowskiego w Szczecinie
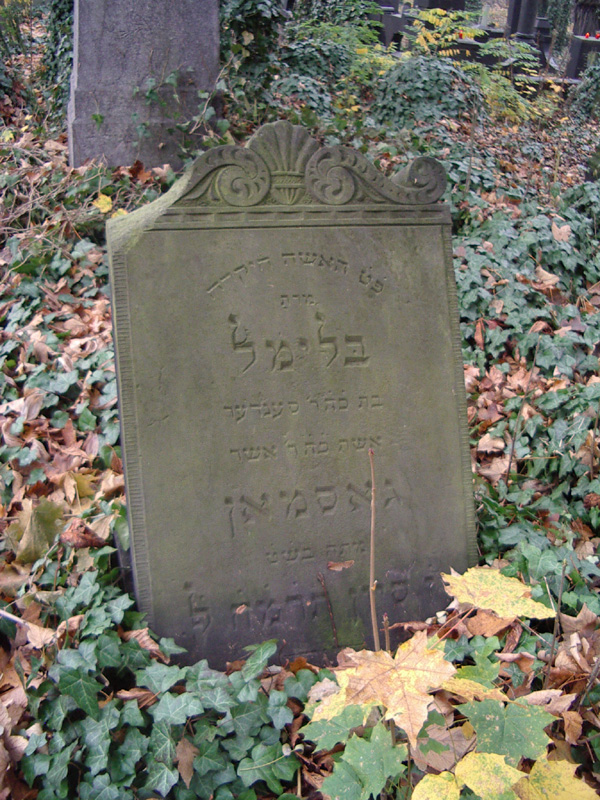
Macewa na cmentarzu żydowskim w Zabrzu
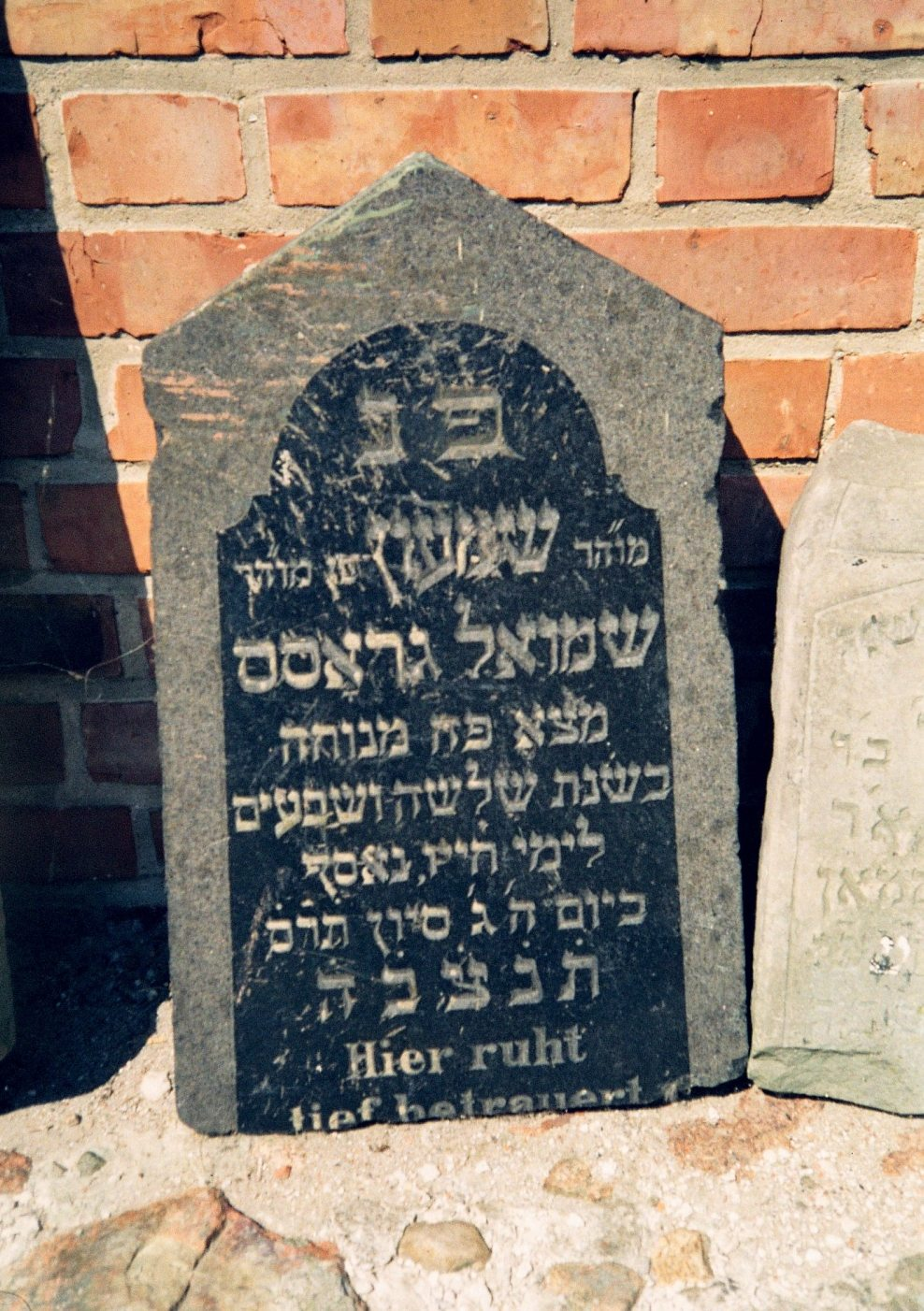
Macewa w muzeum w Koninie
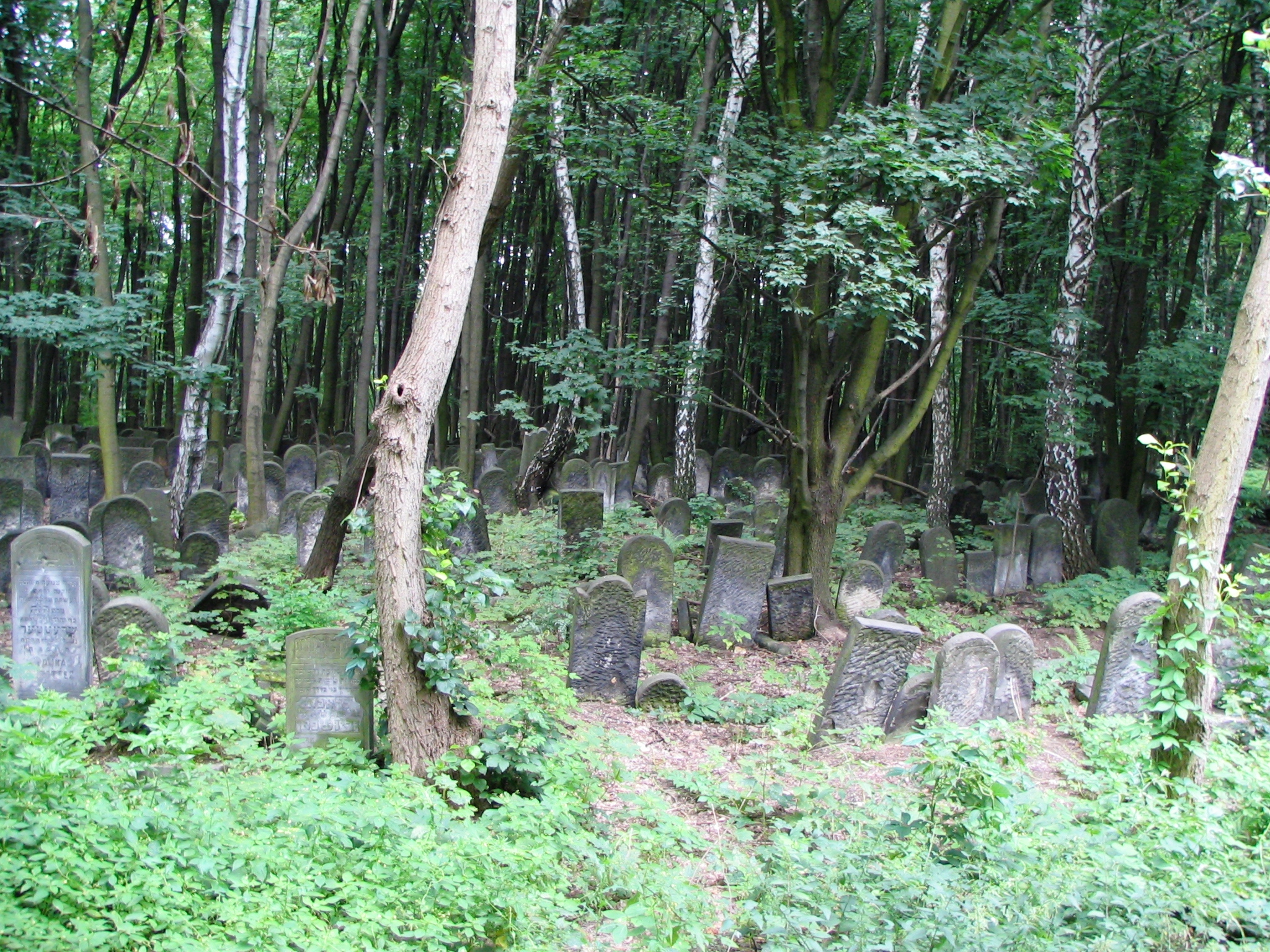
Macewy na Cmentarzu w Warszawie przy ul. Okopowej
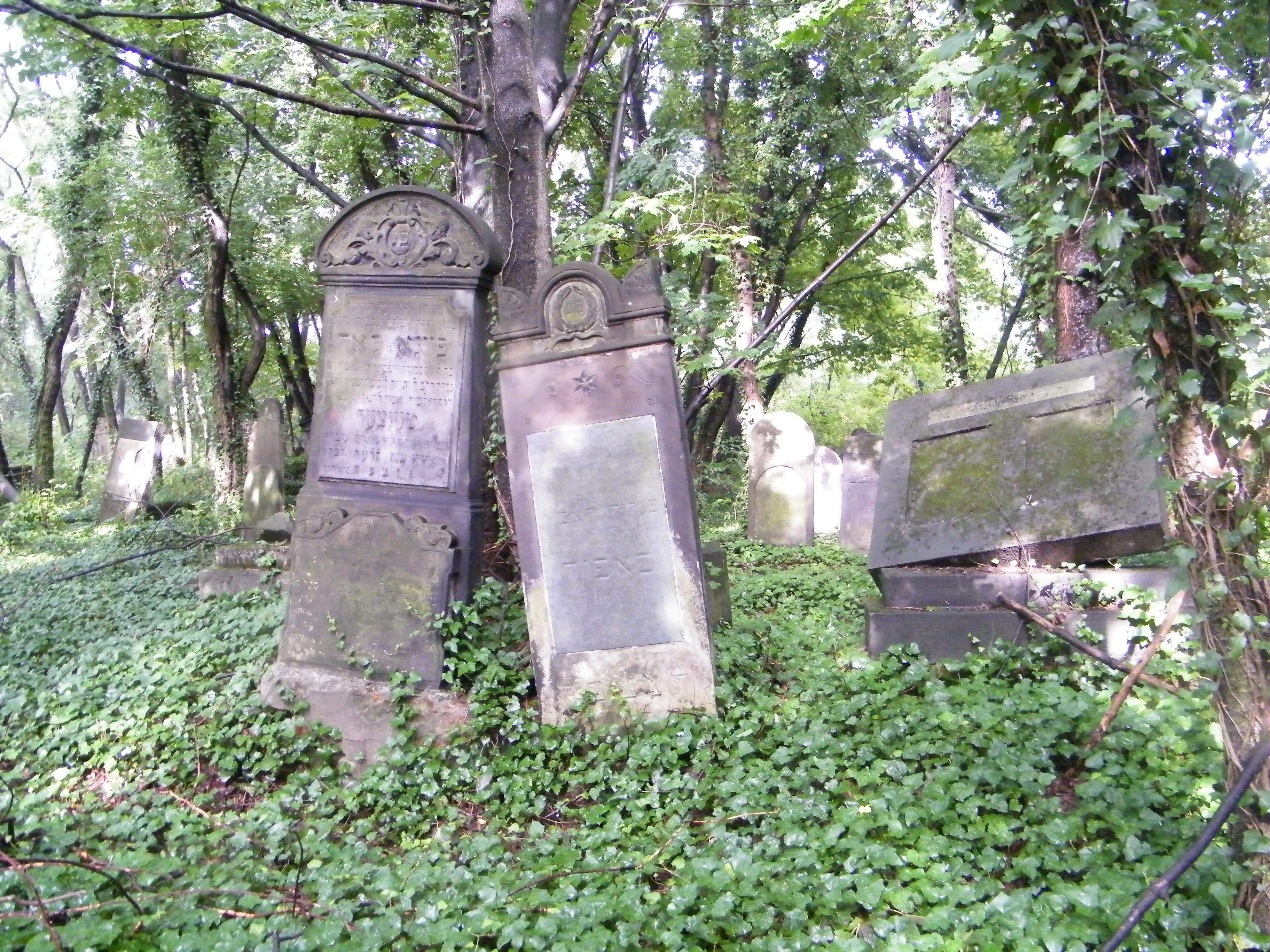
Macewy na Cmentarzu w Częstochowie
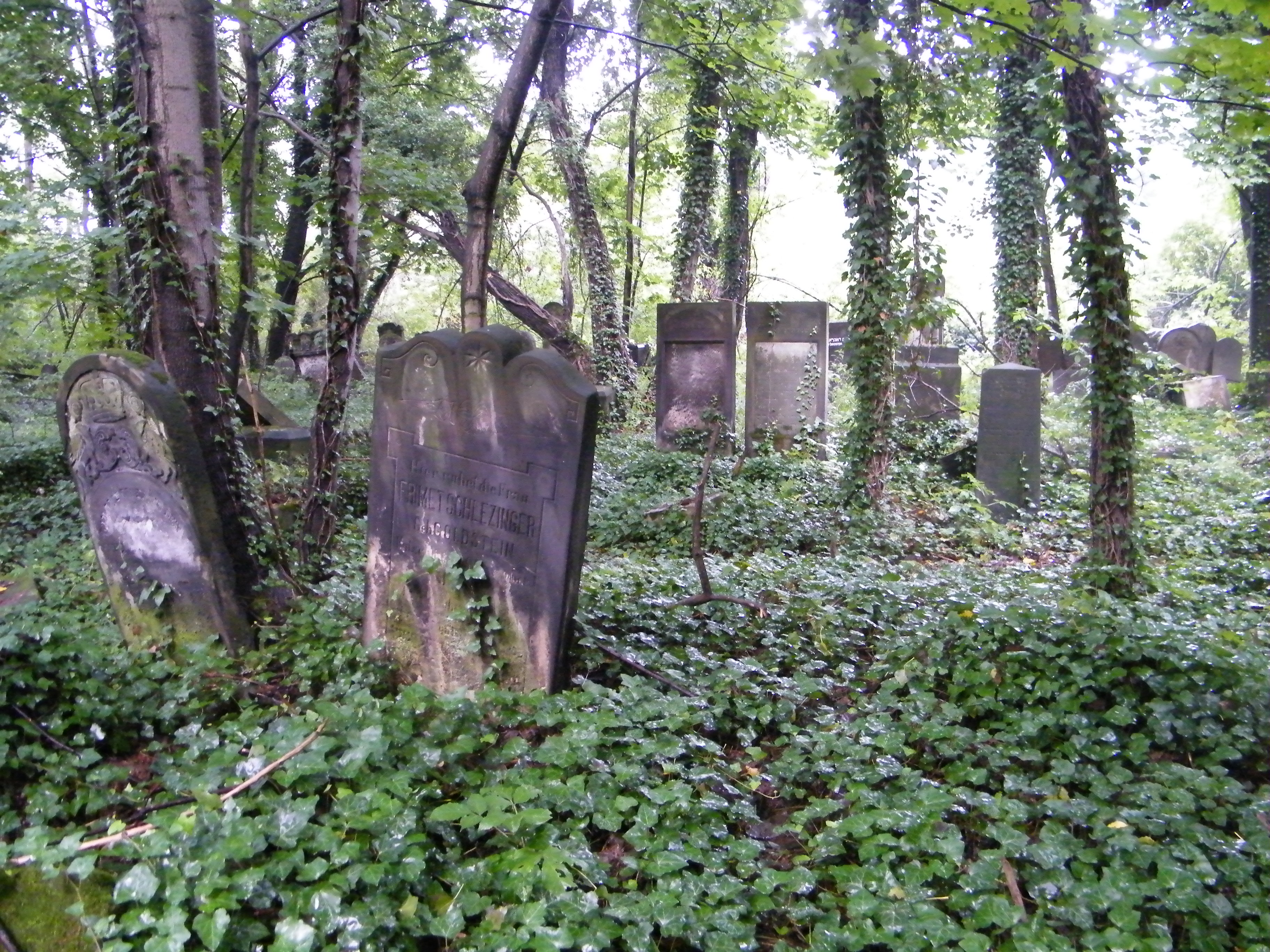
Macewy na Cmentarzu w Częstochowie
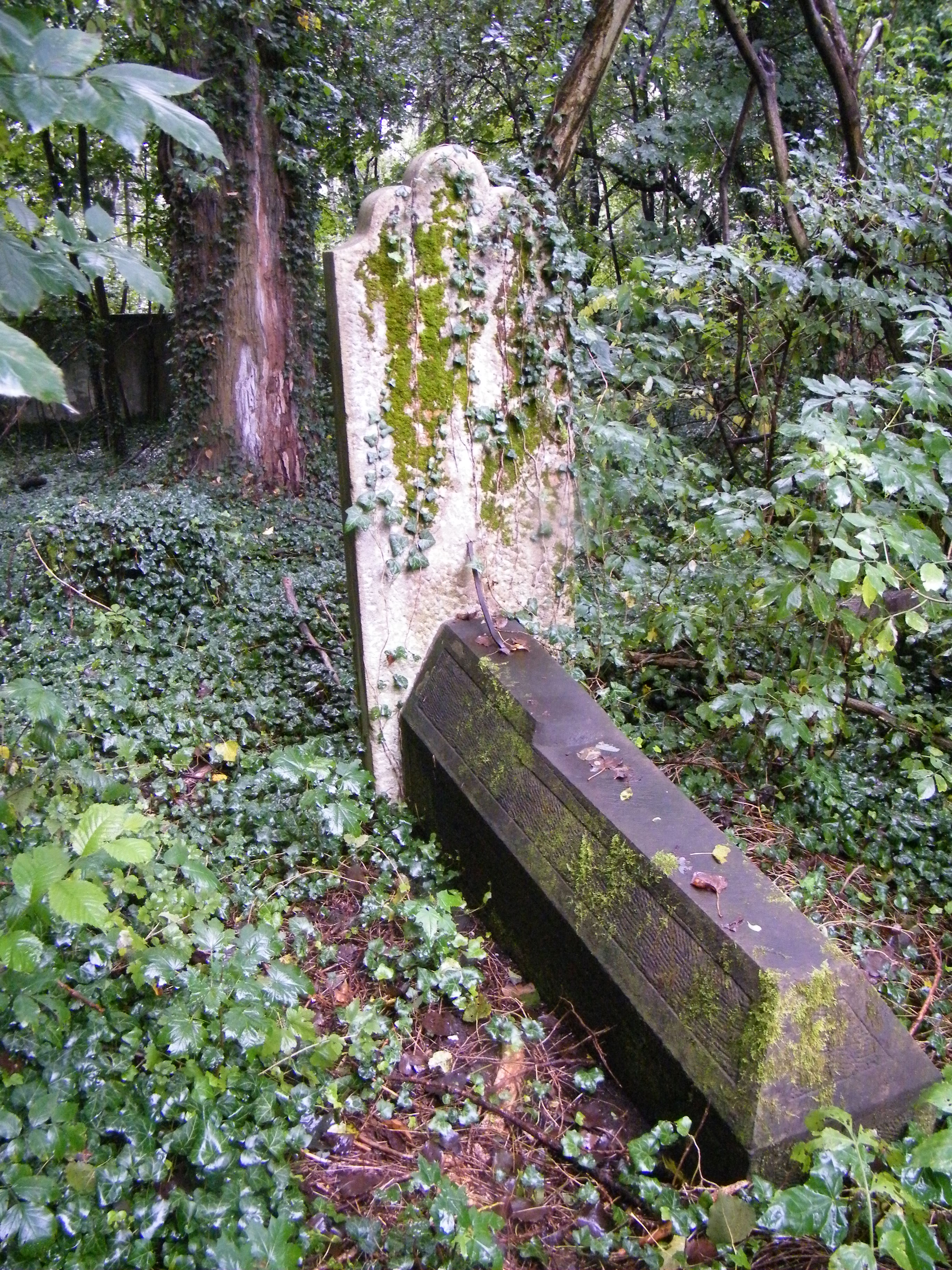
Nietypowa macewa na Cmentarzu w Częstochowie
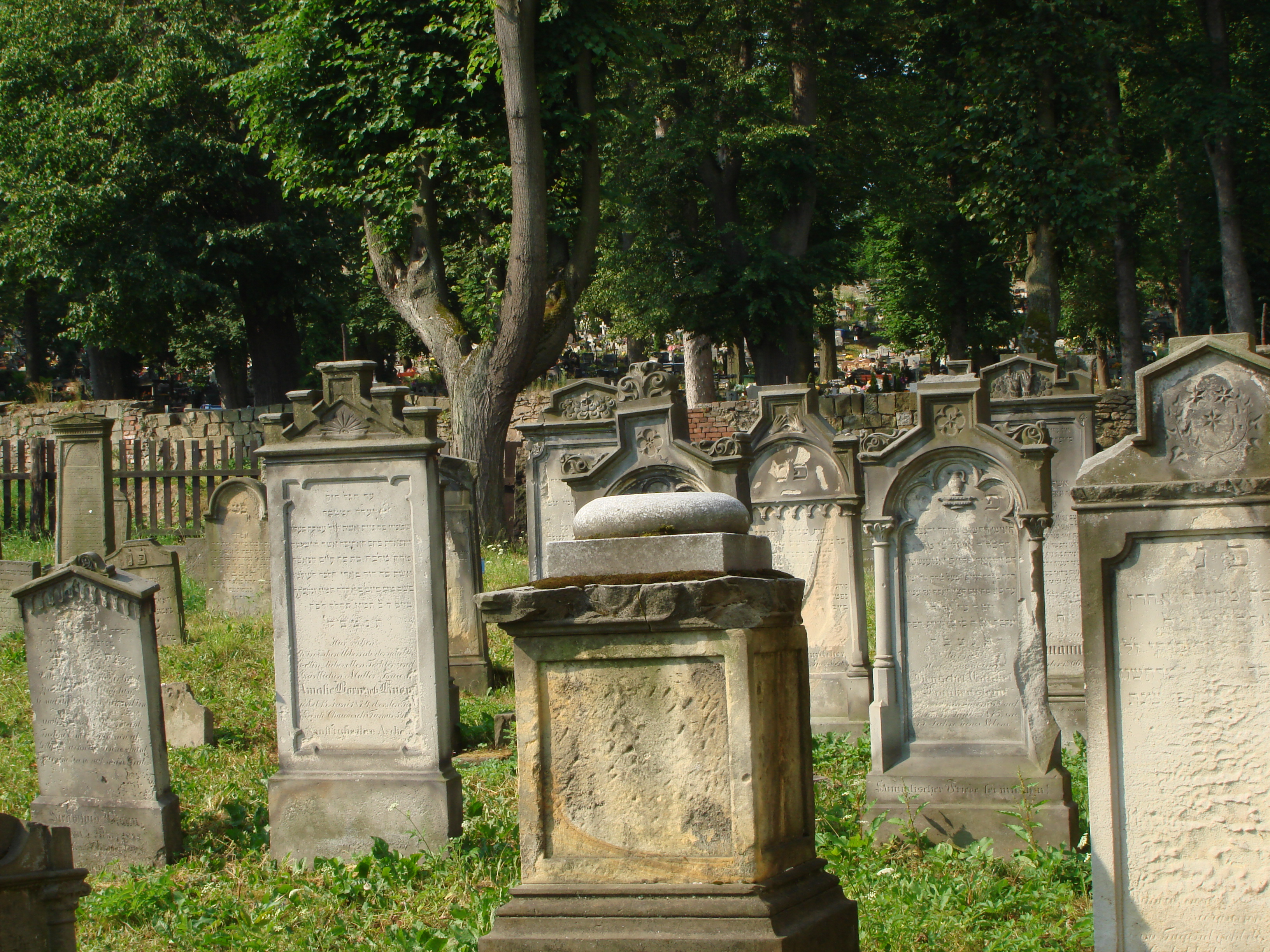
Macewy na cmentarzu żydowskim w Kamiennej Górze
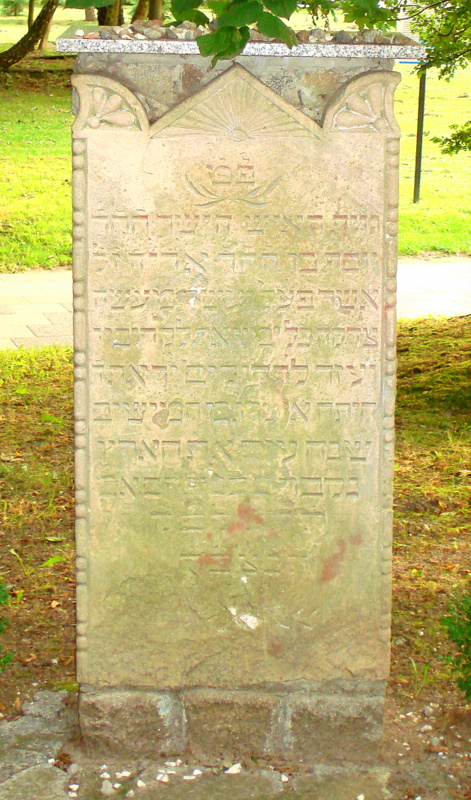
Macewa w lapidarium dawnego cmentarza żydowskiego w Kołobrzegu
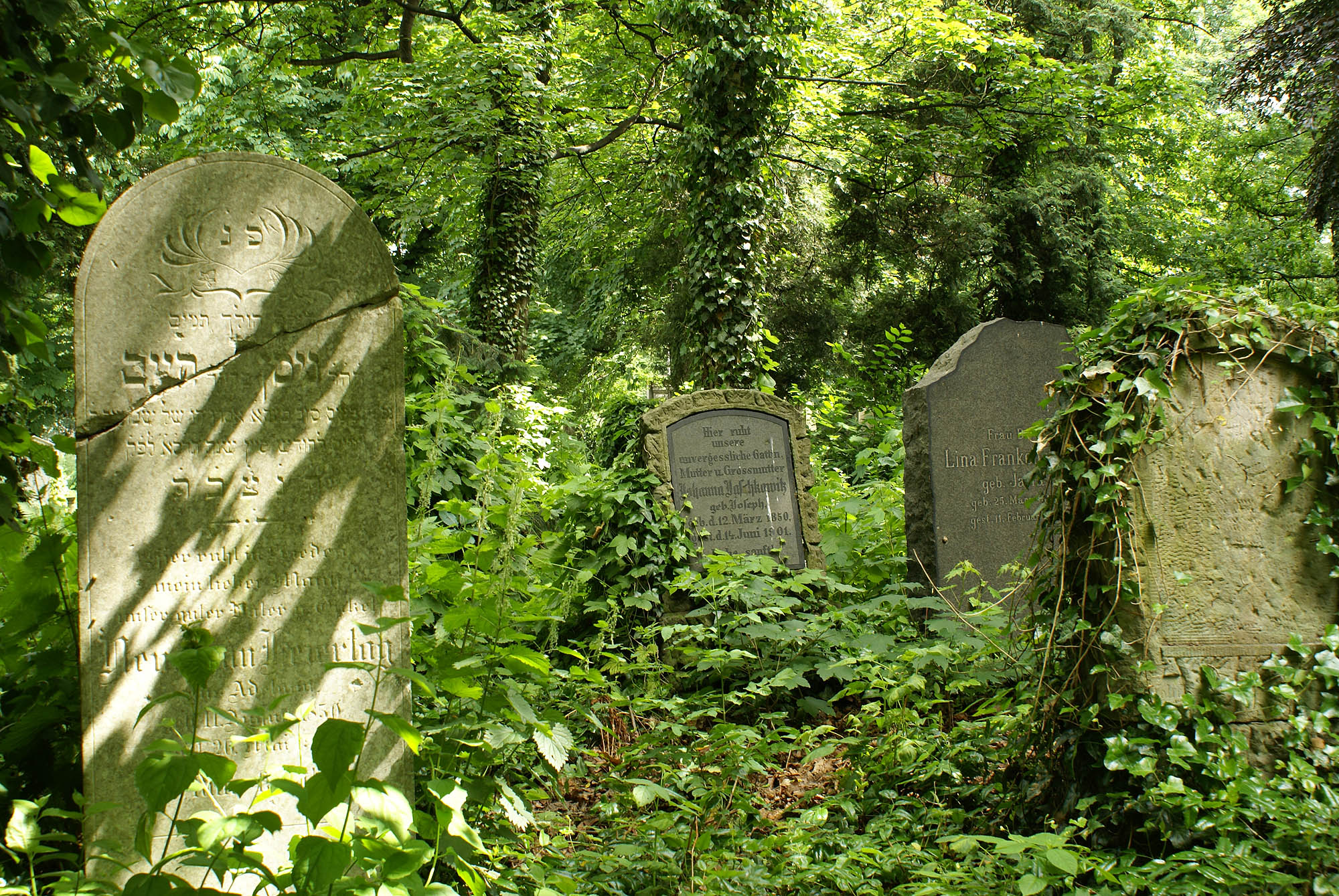
Macewy na starym cmentarzu żydowskim we Wrocławiu
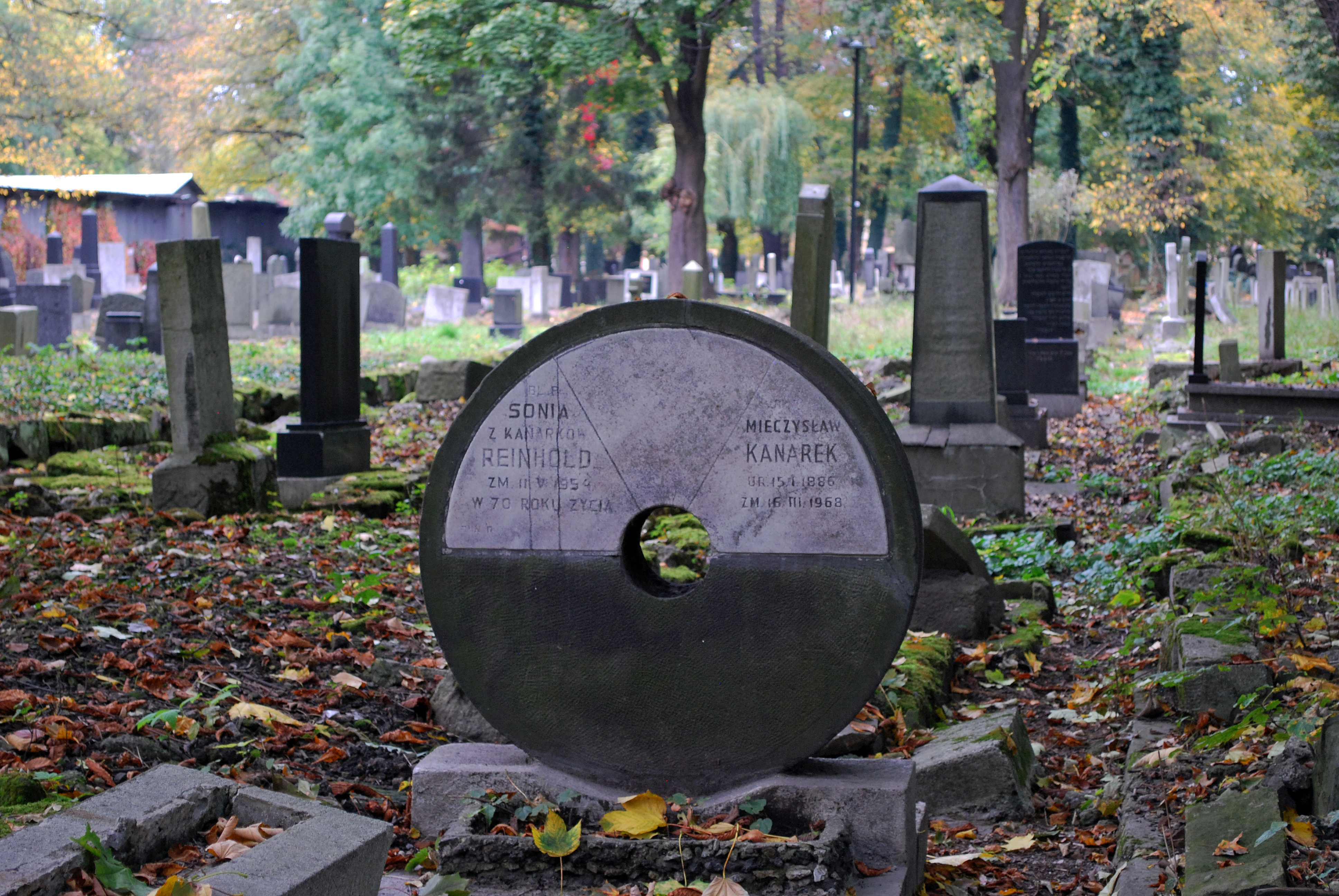
Macewa na nowym cmentarzu żydowskim w Krakowie
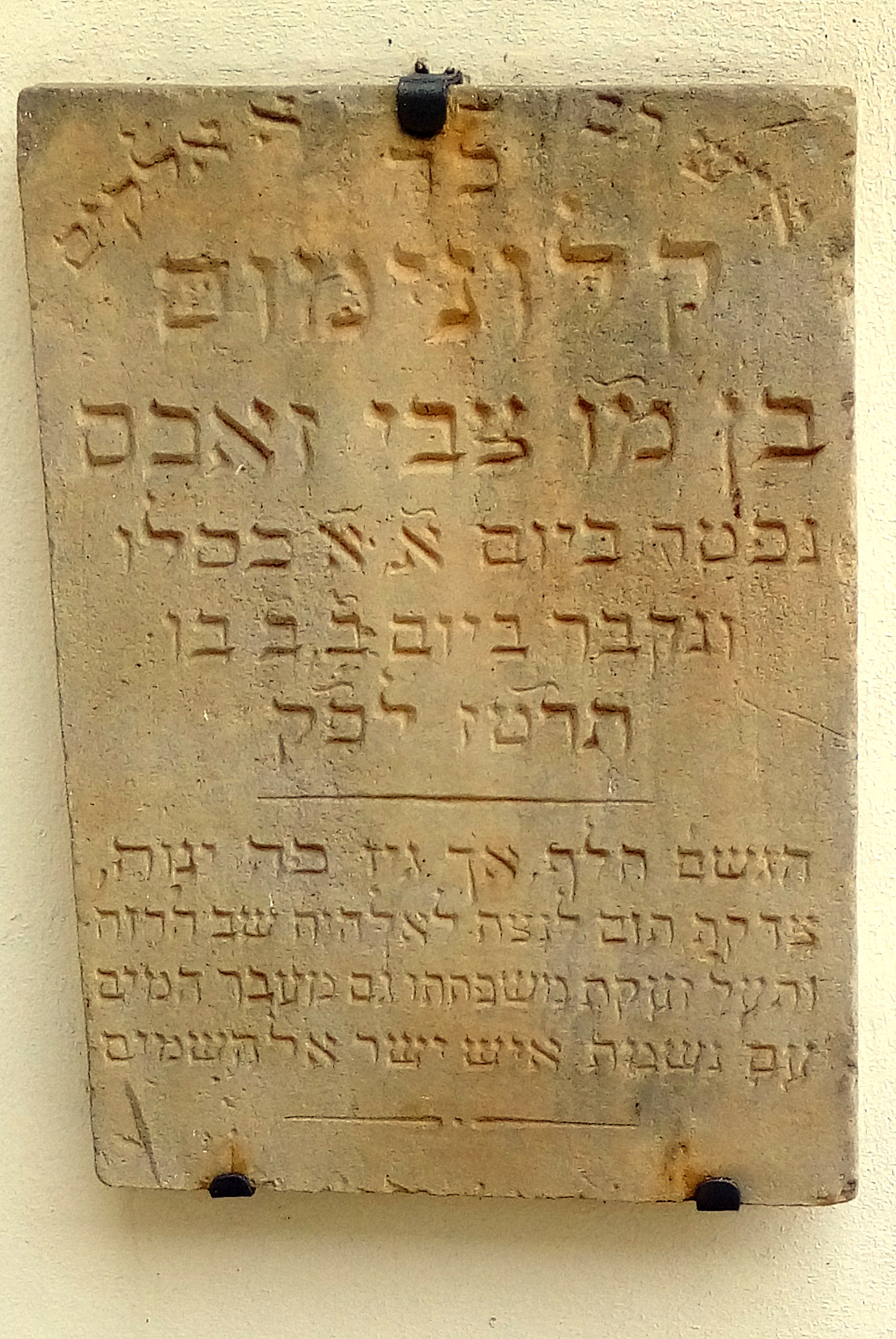
Macewa Kalonimusa Sachsa syna Cwi, zmarłego 11 listopada 1855 r. z nieistniejącego już cmentarza przy ul. Gwarnej we Wrocławiu - obecnie na ścianie kościoła pw. św. Maurycego we Wrocławiu
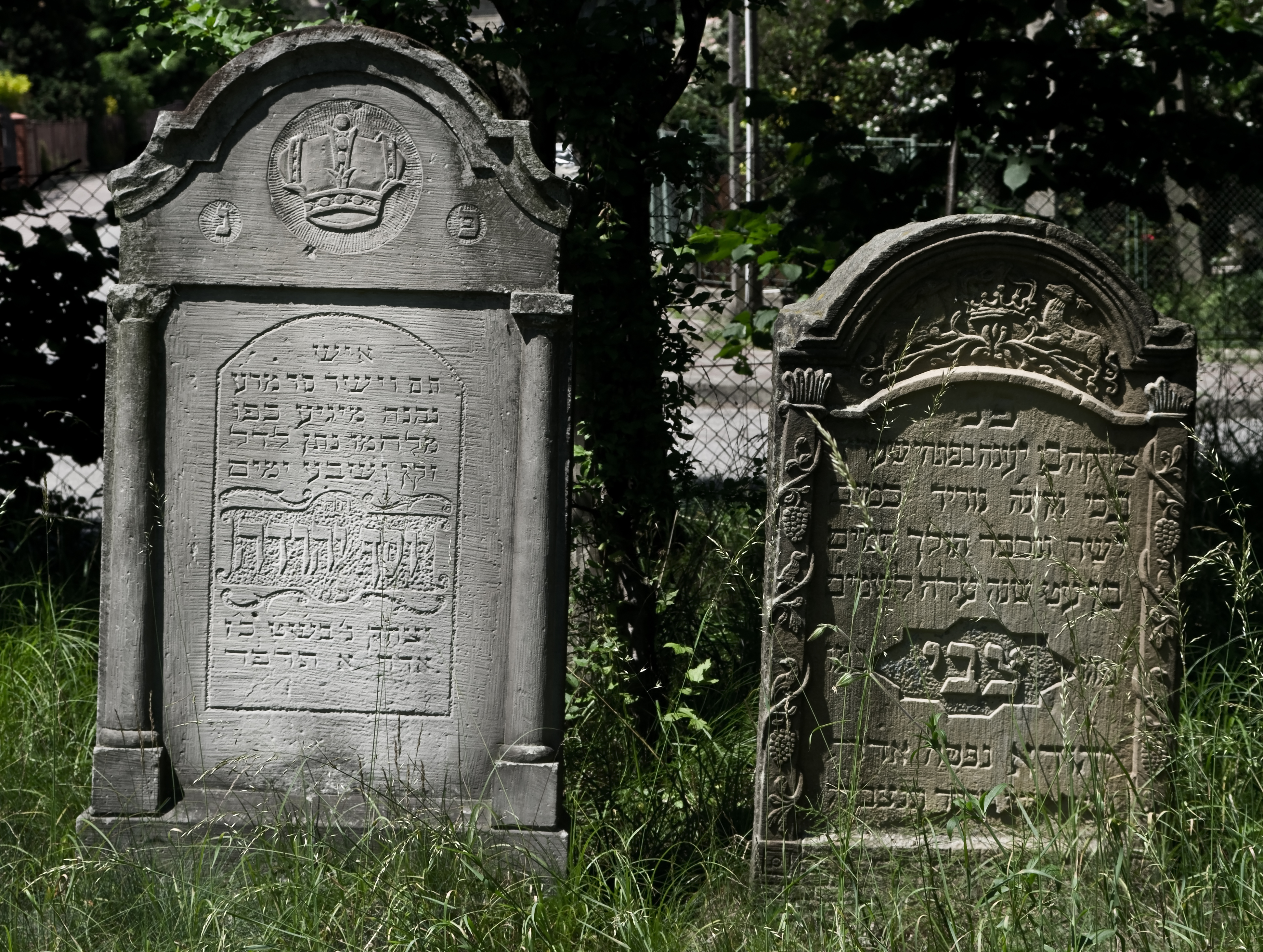
Macewy na cmentarzu żydowskim Nowym w Sokołowie Małopolskim